# 4507 Petercollins
4507 Petercollins eller 1990 FV är en asteroid i huvudbältet som upptäcktes den 19 mars 1990 av de båda japanska astronomerna Minoru Kizawa och Hitoshi Shiozawa vid Fujieda-observatoriet i Fujieda. Den är uppkallad efter Peter L. Collins.
Asteroiden har en diameter på ungefär 11 kilometer och den tillhör asteroidgruppen Koronis.